# Arquata Scrivia
Arquata Scrivia (Arquà in piemontese, Arquâ in ligure, Auquâ in dialetto locale) è un comune italiano di 6 330 abitanti della provincia di Alessandria in Piemonte. Posto al confine con la Liguria, a circa 40 chilometri da Genova, è uno dei principali comuni del Novese, area geografica che prende il nome dalla città di Novi Ligure.

## Geografia fisica
È situato sulla sinistra dello Scrivia, presso la confluenza del Borbera e dello Spinti nello Scrivia.
Il nome della città deriva dal Latino arcuata (a sua volta derivata da arcus) ossia "fatta ad arco", riferito all'acquedotto che riforniva la vicina città romana di Libarna e alle sue arcate. Meno attendibile l'ipotesi dell'erudito ottocentesco Bottazzi che ne individua le origini nel latino arcus aquae, ovvero "arco dell'acqua". Priva di fondamento la teoria di Andrea Poggi che fa derivare Arquata dal dialettale A o coà ossia "Al capo" o "Al promontorio": il toponimo infatti compare nelle fonti documentali secoli prima della formazione dei dialetti. Sorge alla sinistra del torrente Scrivia, lungo la Strada statale 35 dei Giovi, addossato alle prime pendici dei rilievi che, come il monte Lusci (645 m) e il monte Zuccaro, fiancheggiano ad ovest la valle separandola da quella del torrente Lemme. Il territorio del comune si estende anche a destra dello Scrivia, fin quasi all'imbocco della Val Borbera.
Il comune presenta due aspetti nettamente distinti, con il suo nucleo antico, di epoca medioevale, ricco di testimonianze storiche, sopravvissuto ai margini dei nuovi quartieri residenziali e industriali.

## Storia

### La nascita e lo sviluppo della città
Il villaggio si sviluppa nel territorio della città di Libarna, conquistato dai romani all'inizio del II secolo a.C. e situato lungo la via Postumia. Grazie alla sua posizione strategica, Libarna divenne centro di un territorio amplissimo, acquistando grande importanza militare e commerciale. Tra il V e il VII secolo, nel periodo della sua decadenza la popolazione abbandonò il paese per salvarsi dalle scorrerie di barbari.
Nel IX il paese, ormai ridotto ad un piccolo avamposto militare, appartenne all'Abbazia di Sant'Ambrogio di Milano.
Un diploma di Carlo il Grosso elenca una serie di donazioni dell'imperatore al monastero ambrosiano alla data del 20 marzo 880.
Dal secolo XI è citato nelle fonti come castrum, ossia come luogo fortificato, divenne proprietà del ramo estense degli Obertenghi, che, a sua volta lo concesse nel 1003 a Pietro I vescovo di Tortona.
Negli anni successivi fu oggetto di contesa tra la Repubblica di Genova e i Comuni di Tortona, Alessandria e Alba. Dopo le guerre del 1199 e del 1217 e del 1224, i contendenti, stipulata la pace nel 1228, grazie alla mediazione del comune di Milano decisero lo smantellamento del castello di Arquata, ma questo non bastò a ristabilire la quiete che avvenne solo nel 1231 grazie ad un collegio di tre arbitri, presieduto dal vescovo di Alba, assegnando infine Arquata a Tortona.
Ricostruita dai tortonesi a partire dal 1244, con la riedificazione del castello e del borgo nuovo ai piedi di questo, nel 1278, fu concessa, in feudo, al capitano tortonese Guglielmo VII del Monferrato.
Nel 1310 il paese venne venduto, per necessità finanziarie ad Opicino Spinola di Genova. Il 1313 è l'anno in cui Arquata fu elevata al rango di Feudo imperiale ligure dall'imperatore Enrico VII e concessa alla famiglia genovese degli Spinola di Luccoli. Arquata diventa quindi una entità politica autonoma con il suo governo, il suo tribunale e le sue leggi (lo statuto della città sarà redatto nel 1486).
Nel 1641, Filippo Spinola divenne marchese di Arquata, marchese del Sacro Romano Impero, mentre il figlio fu insignito del titolo di conte di Varinella e di Vocemola, dall'Imperatore del Sacro Romano Impero, Ferdinando III, oltreché la facoltà di battere moneta, legittimare bastardi e laureare poeti. Nel 1644 viene inaugurata la zecca di Arquata che inizia la propria attività con la battitura del quarto di scudo di lira genovese.
Durante l'invasione napoleonica il 5 maggio 1796, dopo che un gruppo di contadini arquatesi, tese un'imboscata ai soldati francesi, venne, per ordine di Napoleone, saccheggiata e incendiata. L'anno successivo i francesi abolirono i feudi imperiali liguri: ha quindi termine la lunga signoria degli Spinola e l'autonomia della città. La nuova amministrazione comunale decide l'annessione alla Repubblica Ligure, che a sua volta è incorporata al Primo Impero francese. Nel 1815, il congresso di Vienna, decretò l'annessione dell'ex Repubblica di Genova al Regno di Sardegna e con lei anche Arquata che passa alla provincia ligure di Novi.
Con il decreto Rattazzi entra a far parte della provincia di Alessandria e quindi del Piemonte.
Nel 1863 cambia nome da Arquata ad Arquata Scrivia.
Al referendum istituzionale del 1946, la Repubblica ottenne il 62,5% dei voti, mentre la monarchia solo il 37,5%.
Il 7 giugno 2007 ha ottenuto dal comune di Gavi la frazione di Sottovalle.

### Gli inglesi ad Arquata (1917-20)
Nel 1917, durante la prima guerra mondiale, l'Inghilterra stabilì di inviare delle sue truppe a combattere insieme ai soldati italiani e scelse come base appunto Arquata Scrivia. L'odierno Palazzo Spinola, sede del Comune, ospitò il Comando Britannico; la vecchia chiesa di Sant'Antonio divenne uno spaccio per tabacchi, marmellata e scatolette; la Società Operaia di Mutuo Soccorso divenne la "House of British Soldier"; la fornace delle Vaie (ora demolita) divenne il panificio militare. Quasi di fronte alla Cappelletta della Madonetta alle Vaie, per iniziativa del cappellano inglese, oriundo romano, don Umberto Bertini, venne costruita la "Casa del Soldato Italiano".
A ricordo del passaggio dei soldati inglesi rimane il piccolo British War Cemetery, costruito nel 1921 accanto al cimitero del paese. In esso sono sepolti i militari britannici di stanza nel campo base, morti di influenza spagnola tra il 1917 e il 1920.
Nel 1923, in previsione della visita reale del 13 maggio di quello stesso anno, il cimitero venne ristrutturato dall'architetto inglese Sir Robert Lorimar. Alla data stabilita, il British War Cemetery venne in effetti visitato dal re Giorgio V in persona. Il Re, accompagnato dalla regina Mary e dal grande scrittore premio Nobel Rudyard Kipling (che era stato nominato Commissario delle tombe di guerra del Regno Unito), venne scortato da un plotone dell'Esercito e dalla banda del Reggimento in uniforme da parata. Ad accoglierlo fu il sindaco di allora, parecchie autorità e la compiaciuta, ma quasi incredula, popolazione locale.

### Simboli
Lo stemma e il gonfalone del Comune sono stati concessi con regio decreto il 19 gennaio 1939.
Stemma
Gonfalone

## Monumenti e luoghi d'interesse

### Architetture civili

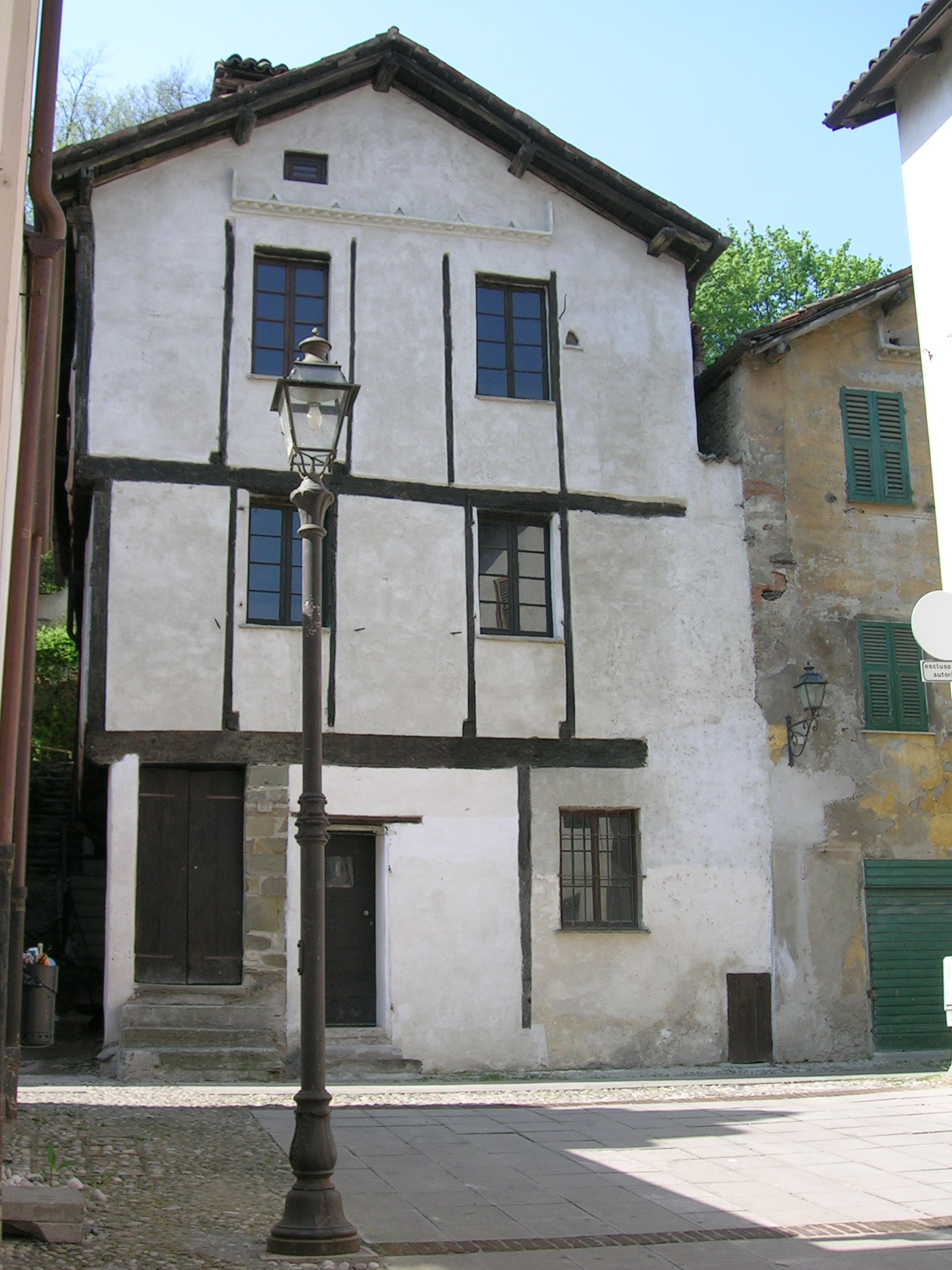
La Casa Gotica

Nella piazza intitolata a Santo Bertelli, un pittore ottocentesco di scuola genovese, nato nel paese, oltre al Palazzo Spinola, oggi municipio, di qualche interesse sono la Casa Grafogliati, Curiosa la Casa Dallegri.
- Palazzo Spinola, oggi sede del Municipio.

- La casa del Tranquillo o casa gotica è un particolare edificio risalente al XIV secolo, con una caratteristica struttura portante in legno e decorazioni in laterizio.

- Casa Grafogliati, risalente al Quattrocento, con archetti e cornici gotiche e un grazioso pozzo barocco, divenuto l'emblema del paese.

- Casa Dallegri, detta "di Carlo V".

- Castello su un'altura, in Via Carrara, vicino all'antico borgo del paese, sorge la torre trecentesca, alta circa 22 metri costruita in arenaria di Montaldero, ciò che rimane dell'antico maniero feudale, del quale sono ancora visibili i ruderi delle potenti mura. Torre simbolo della città.

### Architetture religiose

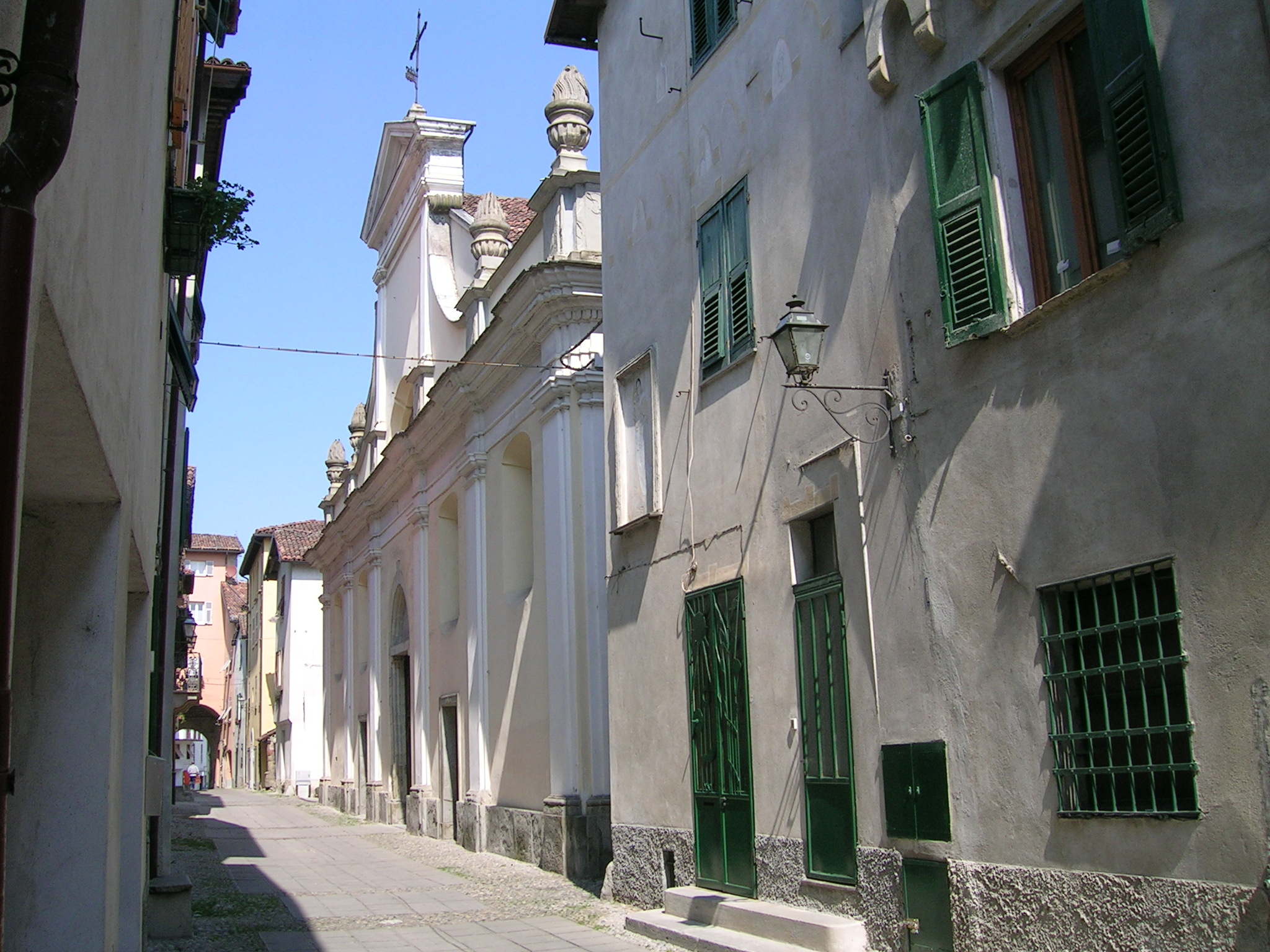
Via Interiore e la chiesa di San Giacomo Maggiore

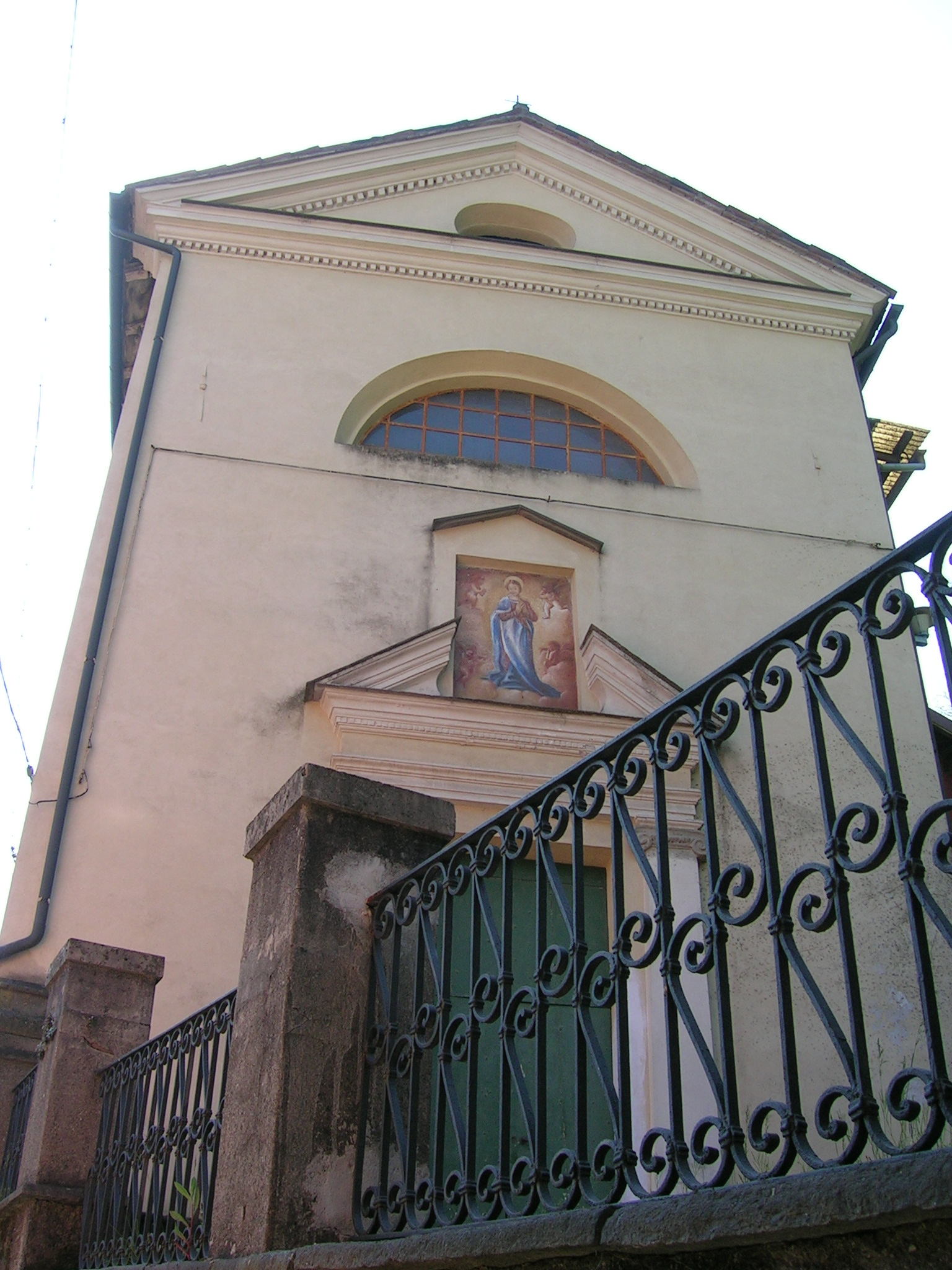
Oratorio di Nostra Signora dell'Assunta

La Parrocchiale di San Giacomo e Sant'Antonio venne rimaneggiata verso la metà del XVI secolo e fiancheggiata da un massiccio campanile quadrato. L'interno è caratteristico con cinque navate divise da colonne ottagonali. È conservata una statua lignea: l'Assunta di Bartolomeo Carrea.

#### Chiesa parrocchiale di San Giacomo Maggiore
Situata nel borgo medievale, venne eretta inizialmente nel XII secolo come parrocchia della diocesi di Tortona, ma venne completamente rimaneggiata nel Rinascimento, ricorda le chiese genovesi del '600, inoltre vi sono aggiunte settecentesche barocche (1825). La cripta venne costruita da Filippo Spinola nel 1630.
All'interno si trovano opere di artisti liguri quali Giovanni Battista Carlone, Lazzaro Tavarone e Piola.

#### Oratorio di N.S. dell'Assunta (o di Sant'Anna)
Davanti alla Chiesa di San Giacomo Maggiore si trova l'oratorio di N.S. dell'Assunta (o di Sant'Anna), edificio con una sola navata con volta a botte. L'oratorio risale al '500 ed è proprietà della locale Confraternita di San Carlo Borromeo, caratterizzato da un altare barocco e da un campanile a forma di lanterna.

La Chiesa di Sant'Andrea di Rigoroso

#### Chiesa di Santa Maria e Sant'Antonio abate di Montalto
Posta fra Rigoroso ed il colle dove un tempo vi era il Castello di Montalto.

#### Chiesa parrocchiale di Sant'Andrea di Rigoroso
La chiesa di Sant'Andrea apostolo di Rigoroso, menzionata in una bolla papale del 1196 di papa Celestino III come dipendenza dall'abbazia di Precipiano. In seguito venne riedificata una prima volta nel 1500 e poi, ancora, nel '700. Il 16 agosto 1965 vennero inaugurati i restauri dall'arcivescovo di Genova cardinale Giuseppe Siri.

#### Chiesa parrocchiale di Sant'Eusebio di Varinella
la chiesa di Sant'Eusebio di Varinella, edificata prima del XII secolo, è menzionata in una bolla papale del 1196 di papa Celestino III come dipendenza dall'abbazia di Precipiano, retta prima dai Benedettini e poi dagli Olivetani. Nel 1594 fu completamente ricostruita e passò sotto la diocesi di Tortona. Nel 1886 venne ampliata e nel 1924 decorata.

#### Chiesa parrocchiale di S. Bartolomeo di Vocemola
La nuova chiesa parrocchiale di San Bartolomeo di Vocemola venne costruita nel 1686 ed elevata a parrocchia, in sostituzione della vecchia chiesa romanica di San Bartolomeo, prima chiesa del paese oggi nel cimitero, che risale intorno al 1000, poi rimaneggiata nel '300.

#### Chiesa parrocchiale di S. Nicola di Bari di Sottovalle
La chiesa di San Nicolò di Bari di Sottovalle è nominata per la prima volta nel 1410 alle dipendenze della parrocchiale di Sant'Andrea di Rigoroso, parte dell'arcidiocesi di Genova, assieme alla chiesa di San Salvatore di Pratolungo di Gavi, la data di costruzione della prima chiesa di Sottovalle non è conosciuta in quanto non sono stati reperiti documenti, andati distrutti in diverse occasioni. Nel 1590 la chiesa di Sottovalle venne staccata da Rigoroso, diventando autonoma divenne parrocchia. La chiesa andò distrutta nel 1625 per opera dei Savoia durante la loro invasione. Venne ricostruita a partire dal 1757. Il 7 giugno 2007 la frazione di Sottovalle passa dal comune di Gavi ad Arquata Scrivia.

#### Santuario di Montaldero
Situato a un paio di km dal centro storico, è dedicato a Nostra Signora della Misericordia.

## Società

### Evoluzione demografica
Abitanti censiti

Abitanti:
1600: 1000 ab.
1613: 800 ab.
1628: 700 ab.
1661: 773 ab.
1669: 770 ab.
1703: 763 ab.
1808: 1508 ab.
2017: 6384 ab.
Nota: I dati escludono la nuova frazione di Sottovalle.

### Etnie e minoranze straniere
Gli stranieri residenti nel comune sono 567, ovvero il 9,1% della popolazione. Di seguito sono riportati i gruppi più consistenti:
1. Romania, 155
2. Ecuador, 123
3. Albania, 77
4. Marocco, 34
5. Senegal, 32
6. Ucraina, 21

## Cultura

### Eventi
- Fiera dei santi Giacomo e Filippo - 1º maggio - fiera del bestiame e di merci varie. Tale fiera ha una tradizione lunga 5 secoli e costituiva un importantissimo evento per la vita economica del paese.
- Fiera di san Bartolomeo - 24 agosto - detta anche fiera delle cipolle.
- Fiera di san Carlo - 4 novembre.
- Festa patronale - 16 agosto, san Rocco di Montpellier- festa a cura di Comune, Pro Loco e Croce Verde.
- Festa della Madonna della Salute al campo in località Rigoroso. Un tempo era tenuta nella cappella-santuario edificata nel 1815, oggi semplice tumulo per sessanta salme della nobile famiglia Poggi.

## Infrastrutture e trasporti

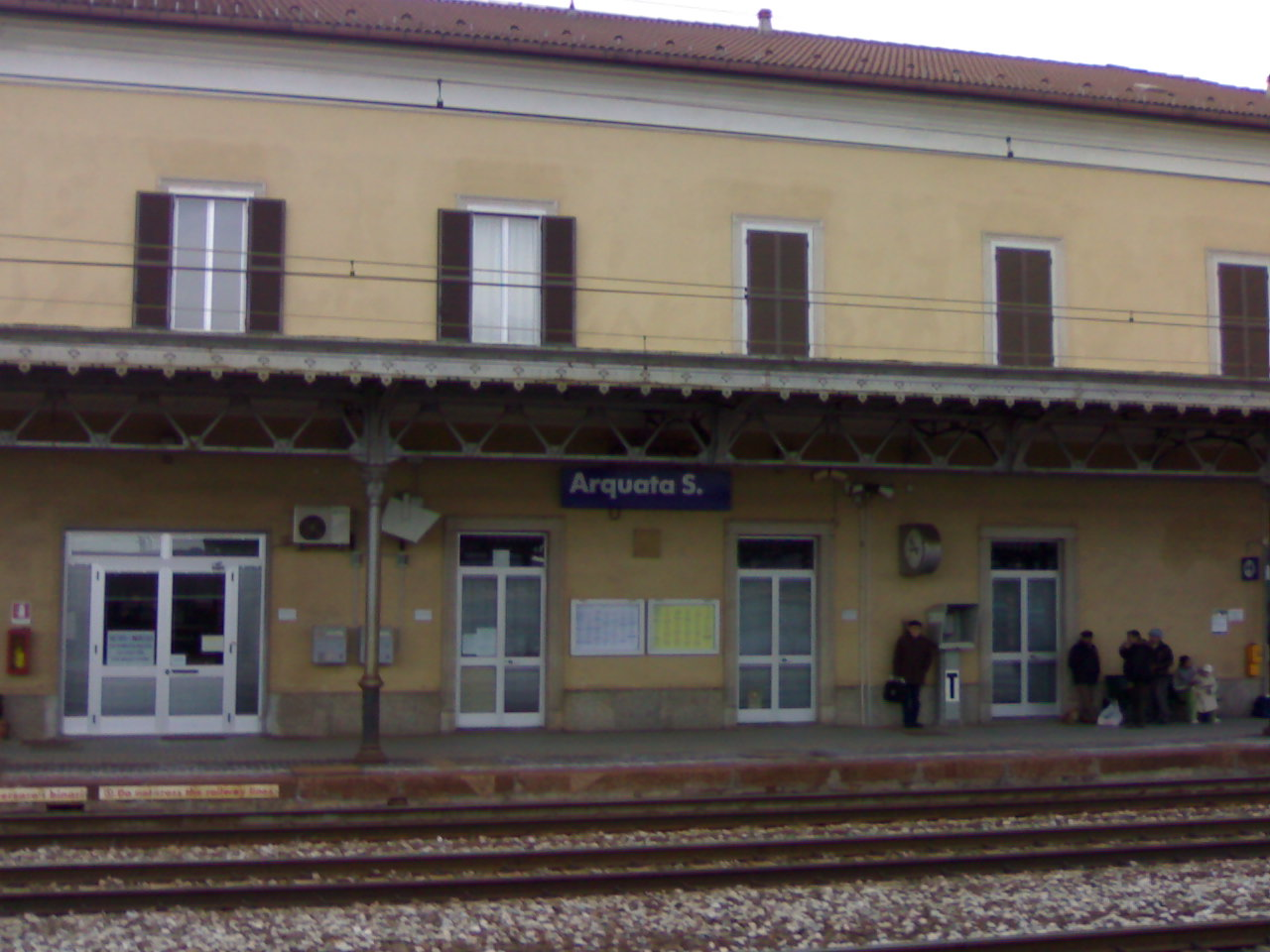
La stazione ferroviaria di Arquata Scrivia

### Strade
Arquata Scrivia è situata lungo la ex Strada statale 35 dei Giovi. Il comune è raggiungibile direttamente tramite autostrada, con casello autostradale di Vignole - Arquata sull'Autostrada A7.

### Ferrovie
Arquata Scrivia ha una stazione ferroviaria di media importanza, posta all'incrocio delle linee Torino - Genova e "Succursale" dei Giovi.

## Amministrazione
Di seguito è presentata una tabella relativa alle amministrazioni che si sono succedute in questo comune.
| Periodo           | Periodo        | Primo cittadino      | Partito                            | Carica  | Note   |
| ----------------- | -------------- | -------------------- | ---------------------------------- | ------- | ------ |
| 19 settembre 1988 | 30 maggio 1993 | Giuseppe Malaspina   | Partito Comunista Italiano         | Sindaco | [ 16 ] |
| 25 giugno 1993    | 28 aprile 1997 | Giuseppe Malaspina   | Partito Democratico della Sinistra | Sindaco | [ 16 ] |
| 28 aprile 1997    | 14 maggio 2001 | Maria Grazia Morando | centro-sinistra                    | Sindaco | [ 16 ] |
| 30 maggio 2001    | 30 maggio 2006 | Maria Grazia Morando | lista civica                       | Sindaco | [ 16 ] |
| 30 maggio 2006    | 16 maggio 2011 | Paolo Spineto        | lista civica                       | Sindaco | [ 16 ] |
| 16 maggio 2011    | 6 giugno 2016  | Paolo Spineto        | lista civica Amici d'Arquata       | Sindaco | [ 16 ] |
| 6 giugno 2016     | 4 ottobre 2021 | Alberto Basso        | lista civica Viviamo Arquata       | Sindaco | [ 16 ] |
| 4 ottobre 2021    | in carica      | Alberto Basso        | lista civica Viviamo Arquata       | Sindaco | [ 16 ] |

## Sport
La squadra di calcio dell'Arquatese milita nel campionato di Promozione, la massima categoria raggiunta nella sua storia.

### Cronistoria
| Categoria       | Partecipazioni | Debutto   | Ultima stagione |
| --------------- | -------------- | --------- | --------------- |
| Promozione      | 10             | 2014-2015 | 2023-2024       |
| Prima Categoria | 21             | 1992-1993 | 2013-2014       |

## Galleria d'immagini

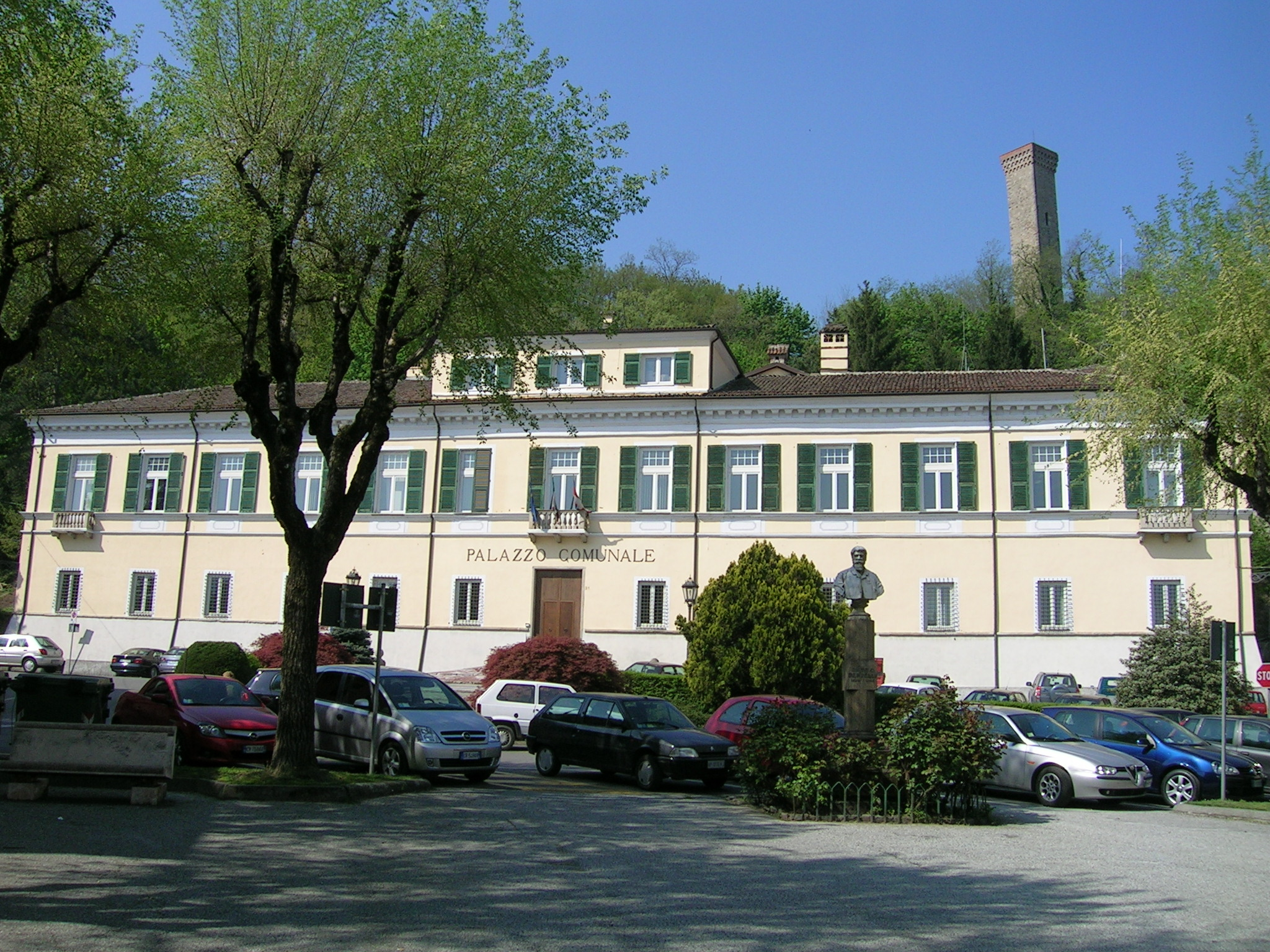
Palazzo Spinola, sede del comune e del comando britannico (1917-1920)
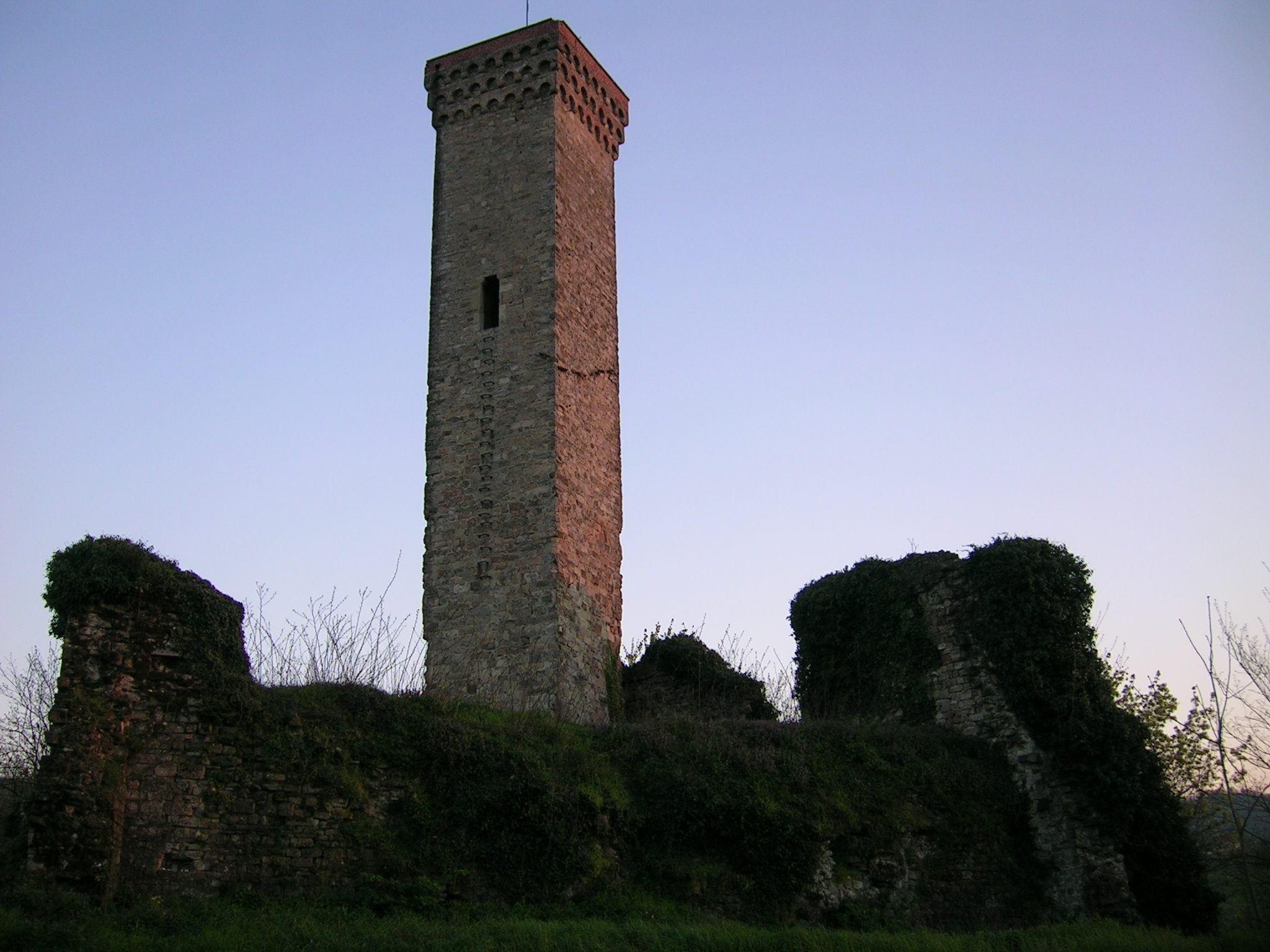
La torre